# Фаланга (Marvel Comics)
Фаланга (англ. Phalanx) — кибернетическая раса во вселенной Marvel издательства Marvel Comics. Они неоднократно вступали в конфликт с Людьми Икс и связанными с ними группами. Они образуют улей-ум, связывающий каждого члена с помощью системы телепатии.
Фаланга была соавтором писателя Скотта Лобдэлла и художника Джо Мадурейры. Они в значительной степени обязаны концепции и внешнему виду оригинальной Технархии (писателем Крисом Клэрмонтом и художником Биллом Сиенкевичем). Несмотря на то, что в предыдущих выпусках появились прототипы, Фаланга впервые появилась в их полной форме в Uncanny X-Men #312 (май 1994).

## История

### Происхождение
Фаланга образуется, когда органические формы жизни заражаются технологически-органическим трансмодическим вирусом Текнархи. Они проходят через жизненный цикл, пытаясь заразить других прежде чем достигнуть критической массы. В то время, с помощью проводного обучения они строят «Вавилонскую башню», чтобы связаться с Технархией. Технархия считает Фалангов мерзостями. Они неизменно разрушают «гнездо» Фаланга, обычно превращая всю планету в техноорганическое вещество и истощающее из его энергию.

### Земные Фаланги
Фаланга на Земле первоначально была сформирована группой человеческих ненавистников-мутантов, которые добровольно заразились вирусом-трансмодом, взятым из пепла Чернокнижника, ренегат-технопарк, который присоединился к Новым Мутантам, в попытке превратиться в «живого Стража». Стивен Ланг, человек, который много лет назад использовал Стражей против Людей Икс, был завербован из психиатрической больницы, чтобы стать «интерфейсом». На самом деле он не заразился самим трансмодическим вирусом, Ланг был предназначен в качестве буфера для сохранения фаланги «на ходу» по назначению. Ему помогал Камерон Ходж, человек-единомышленник, который получил бессмертие от демона Н’атира, и кто был тем, кто убил Чернокнижника несколько лет назад, в попытке заразить себя вирусом. Ходж также использовал конструкцию Фаланга Кэнди Соузерна в попытке уничтожить Архангела.
Первоначально целью этой Фаланги было просто ассимилировать мутантов в их коллектив. Когда это оказалось невозможным, так как мутанты обладали сопротивлением вирусу, они организовали атаку на Институт Ксавьера, похитили большинство людей Икс и заменили их членами Фаланга, переодевшись, пытаясь использовать базу знаний людей Икс основываясь на мутантном геноме для решения проблемы. Банши, отсутствовавший во время похищения, вернулся и что-то заподозрил. Обнаружив уловку, когда самозванцы не поняли, что профессор Икс в настоящее время не может ходить, Банши завербовал Саблезубого из клетки в комплексе, помогая Банши в спасении Эммы Фрост и Джубили от существ. Банши, узнав, что Фаланга получила доступ к местному населению нескольких молодых мутантов для использования в дальнейшем исследовании, отправляет сообщения Росомахе и Кейблу по местонахождению Людей Икс и которые в свою очередь, завербовали Циклопа и Джин Грей, чтобы помочь им в восстановлении Людей Икс; и профессору Икс, Экскалибуру, Фактору Икс и Силе Икс по местонахождению третьей неизвестной группы Фаланга. Банши затем уничтожил базу знаний, пытаясь помешать Фаланге получить дополнительную информацию.
В то время как группа Банши боролась за спасение молодых мутантов, за ними последовала Фаланга, олицетворяющая несколько существ, особенно полицейских. К группе присоединился мутантный синх, который мог бы копировать силы, которые оказались полезными, поскольку крики Банши легко подчинили многим объектам Фаланга. Остальные целевые мутанты удерживались Харвестом в старом, выведенном из эксплуатации линейном корабле и замаскировались под Грегора, заключенного в тюрьме мужика типа фермера. Некоторых обвиняемых подозревали в маскировке. В конце концов группа спасла всех целевых новых мутантов, за исключением того, что Блинк пожертвовала собой, чтобы спасти остальных и убить рой.
Остальные из этих молодых мутантов стали ядром Поколения Икс, обучаемого Банши и Эммой Фрост. Между тем, другие группы мутантов нашли группу Фаланги, пытающуюся следовать их генетической инструкции, чтобы построить Бабельский Шпиль, чтобы связаться с Технархией. Дуглок возглавил небольшую команду, состоящую из Кузнеца, Вольфсбэйна и Пушечного ядра в уничтожении башни. Группа Циклопа напала на базовую базу Фаланга на горе Эверест, где были Люди Икс. Они были тайно помогли Лангу, поняв, что Фаланга выросла выше его способности манипулировать и угрожать всему человеческому населению. Меньшие гнёзда Фаланга во всём мире были уничтожены в результате этой конфронтации.
Много позже выяснилось, что до того, как произошло Фаланское завещание, Злыдню удалось захватить одного члена этой техно-органической расы и поэкспериментировать с ним, чтобы клонировать себя в целенаправленный коллектив. Как Синистер экспериментировал на этом, член Фаланга потерял ментальную связь с его братьями. Когда Синистеру в конечном итоге удалось, он уничтожил лабораторию и все внутри, включая большую часть этого существа. Лома его осталась и сочеталась с земляными червями, у которых не было разума, поэтому они просто добавили к своему физическому макияжу, растущему и медленно растущему. После всплытия он попытался соединиться с Фалангой, но был слишком слаб. Оставшись один, он в конце концов обнаружил, что, когда он пытался ассимилировать людей, чтобы сформировать новый коллективный ум, их ум уничтожается, а люди по существу умирают, добавляя только свою физическую массу. Отчаявшись найти остальную часть Фаланги, чтобы еще раз почувствовать чувство единства и единения, которое они разделяли, оно поглощало всё больше и больше людей, прыгая, чтобы набраться сил, необходимых для их оповещения. Однако его энергетическая подпись обнаружена агентом М.Е.Ч.а Абигейл Брандой в ужасе предупредившего людей Икс, что этот член Фаланга поглотил целый город. Когда Люди Икс сталкиваются с этим, они не могут помешать этой Фаланге превратиться в Вавилонский шпиль, чтобы он мог связаться с Технархией, но всё не так, как надеялось, и Люди Икс в конечном итоге уничтожили техно-органический вирус как Шторм удивляется: «Он сказал, что мы не понимаем. Не могли бы мы понять друг друга? Есть ли что-то, что мы разделили»? Ответ Циклопа: «Я сомневаюсь, что мы когда-нибудь узнаем».
Отметим, что Злыдень всё ещё остался среди других, клонов Фаланги, которых они удерживают в качестве своей коллекции призов.

### Ши’арская резня
Другая группа Фаланга позже почти уничтожила империю Ши’ар в отсутствие Императорской гвардии. Теперь, когда их тела стали полностью чёрными, за исключением нескольких красных и синих светящихся сенсорных щелей, эта новая порода отображала только основные функции Фаланга и Технархи, в то время как они изменялись или когда они были повреждены. Эта фаланга также считала себя «чистой» фалангой по сравнению с такими сектами, как та, что была на Земле, и не имела никаких оговорок о заражении мутантов вирусом-трансмодом, поскольку они почти трансформировали Джубили. Фаланга направилась в Чандилар, престольный мир империи Ши’ар, где они пытались ассимилировать «Гнездо», фактически камеру вылупления, где все сиярские яйца воспитывались. Если бы они преуспели, всё следующее поколение Ши’аров стало бы частью коллекций Фаланга. Тем не менее, Зверь разработал устройство, которое излучало бы определённую частоту для отделения органического вещества от технологической части, заставляя все Фаланга в пределах своего диапазона растворяться, но не до того, как были уничтожены тысячи и более Ши’арцев. Остальная часть этой группы позже покорила другую планету, но была разрушена Магусом после строительства Вавилонской башни, но была разрушена Магусом после строительства Вавилонской башни.

### Уничтожение: завоевание
Новая порода Фаланги встречается в Annihilation: Conquest, продолжении кроссингора Annihilation, как главного злодея с Супер-Адаптоидом в качестве исполнителя. Они попытались начать, где остановился Аннигилиус. Когда Крии начало испытание новой защитной сети, Фаланга сумела развратить систему непосредственно через родной мир Крии, Хала, окружающий всю Империю Крии в неизбежном энергетическом барьере. Они также распространяют свой Трансмодный вирус, превращая все органические формы жизни в Фаланга, полностью находящиеся под их контролем, и члены их единомышленника. Высокомощные существа, такие как Ронан Обвинитель, были выбраны в группу Селект, использовавшуюся для прекращения любых попыток остановить распространение и контроль Фаланги. Крии, которые не попали под контроль, сражались против своих угнетателей, а также Квазара (Фила Велл), Лунного дракона, Адама Уорлока, Звёздного Лорда и Грязной половины Дюжины, чтобы обнаружить, что Фаланга находились под руководством Альтрона.

## Экспериментирование
Учитывая мощную природу Фаланги, различные люди и правительства пытались экспериментировать с инопланетной расой.
Британская разведывательная группа Чёрное небо приобрела несколько экземпляров Фаланги и определила как их контролировать. Они использовали по крайней мере одного Фаланга (у которого был Выводок в качестве шаблона) в качестве хранителя «Военной жидкости» в их лондонской штаб-квартире Чёрная стена. Они похитили и манипулировали Дуглоком в рамках заговора, чтобы получить полное владычество над землёй путём направления демонической энергии.
Другая такая попытка была предпринята Китайским правительством над мальчиком, который имел технокинез — манипулирование и связь с технологическими устройствами. Правительственные учёные целенаправленно внедряли молодого мальчика в Техно-Органический Вирус, чтобы узнать, что произойдёт, и у T-O-вируса была интересная реакция с мальчиком. И мальчик, и часть Фаланги превратились в новое существо, называющее себя Парадигмой, которая не только имел склонность Фаланга к изменчивости, но и смогла контролировать умы людей, которых он покрывал своей техно-материей. Каким-то образом Парадигма оказалась в союзе с группой Хеллионов короля Бедлама только с целью обнаружить себя. После того, как Хеллионы были побеждены Силой Икс, Парадигма не виделся годами, пока он, или, вернее, его голова снова не появилась. Он был убит и его способности использовались для управления новым флотом «биологических часовых» Симона Траска.
После битвы с Серебряным Сёрфером Кейбл был частично лоботомизирован, чтобы спасти свою жизнь от разгневанного вестника Галактуса. Теперь, пытаясь спасти его, Дедпул выследил Фиксера, чтобы спасти Кейбла. У Дэдпула был плод Фаланга, взяв его с объекта А.И.М., который Фиксер хирургически привил на своё тело. После краткой схватки за контроль разум Кейбла переполнен сознанием фетального инопланетянина и сделал его подчинённым ему, чтобы он не пытался «ассимилировать» его в коллектив.
Прежде чем началось событие Фаланского завета, выяснилось, что Злыдень смог захватить Фаланга, над которым он продолжал экспериментировать, пока он не смог воспроизвести свою форму улья-ума, которого он тогда использовал, чтобы связать себя с каждым клоном его телепатикой — как система.

## Атрибуты
В отличие от жестоко-индивидуалистической Технархии, Фаланга образует умы, напоминающие насекомых. В то время как каждый член сохраняет воспоминания до усвоения и степень их личности, обычно каждый член не может выполнять действия против желания группового разума, не будучи сначала отделённым от коллективного сознания, как Дуглок.
Фаланга, подобно Технархии, может заражать другие организмы вирусом-трансмодом с любым физическим контактом — единственным известным исключением являются мутанты Земли, обладающие степенью иммунитета к трансмиссионному вирусу. Это, по-видимому, является ограничением Фаланги, которой не обладают их предшественники Technarchy, поскольку у Чернокнижника не было никаких проблем заразить своего будущего товарища по команде Магика (случайно), когда они впервые встретились и неоднократно заражали Сайфера, чтобы сформировать сущность Дуглока несколько раз; В случае Сайфера эффект был отменён без видимого инцидента, хотя Чернокнижник постоянно беспокоился о том, что придёт время, когда разворот не пойдёт.
Любой организм, заражённый Фалангой, автоматически вводится в групповой ум. Однако в последнее время руководство Альтрона позволило некоторым людям с исключительными полномочиями и/или способностями стать «избранными», существами, которые связаны с ульем Фаланги, но сохраняя свою индивидуальную идентичность.
Фаланга также обладает способностями Технархи к преобразованию и телепортации, но (в отличие от Технархи) не может расти по размеру и массе, не поглощая внешнюю материю. Со временем они могут адаптироваться к атаке от присущих биологических сил, но только к определённым частотам/уровням / и т. д., уже применяемым против них.

## Другие версии

### Marvel 2099
В будущем, известном как 2099, Фаланга попыталась вторгнуться на Землю во второй раз. Чтобы предотвратить превращение Земли в трансмодовый вирус, Человек-паук (Мигель О’Хара) создаёт непростой союз с Доктором Думом, который столкнулся с Фалангой в своей первой попытке вторгнуться в Землю в 20 веке. Дум знал, что у Фаланга будет «скаутская программа», поэтому он добавил свою собственную подпрограмму к кодировке под названием «Синтия», которая уничтожит программу разведки. Когда Дум прыгнул в будущее, он потерял следы программы разведки и поэтому создал миф Мутанта Мессии, чтобы снова отследить перевозчика.
Когда во время миссии мутант Ностромо становится обшитым в странном коконе, он обнаруживает себя носителем, когда он «люки» как фаланги. Судьба посылает некоторых оперативников, чтобы доставить мальчика к нему, однако некоторые из оперативников оказываются самими Фалангами и начинают атаковать группу.
Ностромо в конечном итоге доставлен Думу, который затем активирует подпрограмму в Ностромо и предлагает Человеку-пауку, чтобы взял его в безопасное место, взорвать его замок, в то время как «Сумерки» принесёт подкрепления аборигенных марсиан, чтобы уничтожить Фалангу на орбите.

### Exiles
В серии «Exiles» группа по прыжкам с размерами посетила мир, заражённый мутантной версией Фаланги. В этом мире Сайфер заболел вирусом Наследие и в отчаянии Чернокнижник заразил его вирусом-трансмодом, чтобы попытаться спасти его жизнь. Эти два заболевания сочлись и мутировали во что-то гораздо худшее. В течение года почти всё население мира трансформировалось в беспилотные салоны Фаланга, называя себя Ви-Локами. Группу возглавил Кузнец, чьё врождённое понимание машин сделало его главным кандидатом на лидерство. В ходе миссии команды Блинк была заражена и медленно начала поддаваться вирусу. По подозрению Морф смог связаться с Асгардцами, чья божественная кровь способна излечить жертв после того, как они получили переливание.

### Cable
Есть одна альтернативная реальность, где Фаланга захватила Землю, ассимилируя каждую форму жизни. Мутант Кейбл служит ей центральным сознанием.

## Вне комиксов

### Телевидение
- Раса Фаланга появилась в анимационном мультсериале Люди Икс, и была озвучена Лалли Кадо[англ.]. Объединение оригинальной версии комикса и Технархи, эта итерация возглавляется Фалангом Нексусом, ненасытным к чуждой жизненной форме, отвечающим за родной мир, и расой, которая может взять на себя что-либо или кого угодно и способна ассимилировать людей. Чернокнижник убегает с родного мира Фаланга, но потерпел крах на земле, что привело к тому, что Жизненный-Приятель Чернокнижника (озвученный Сьюзан Роман) был взят в плен, чтобы распространить инфекцию Фаланга. Во время двухчастного эпизода «Заговор Фаланга» Фаланга начали своё вторжение в ассимиляцию на Земле с Кэмероном Ходжем в качестве связующего звена. Фаланга оба выдала себя за Саблезубого (озвученных дон-франков) и ассимилировала Роберта Келли с захваченными Людьми Икс, однако Зверю и Чернокнижнику удалось избежать этого. Фаланга двигалась по всей Земле и пыталась ассимилировать мутантов (в том числе людей Икс). В конечном счёте, Зверь и Чернокнижник находят способ остановить чужой ужас от ассимиляции каждой формы жизни на Земле с дополнительной поддержкой от других (Кузнеца, Злыдня и Магнето). Группа проникает в Фаланга Нексуса, чтобы доставить вакцину через Чернокнижника, которая устраняет заражение изгоев Фаланга и восстанавливает каждый живой организм, включая Жизненного-Приятеля Чернокнижника, к нормальной жизни.
- Фаланга появляется в анимационной мультсериалах Disney XD:
  - Фаланга появляется в анимационном мультсериале Совершенный Человек-паук.[16] Эта версия, аналогичная версии Фаланги в Annihilation Conquest, представляющую собой металлический карликовый инсектоид, который может заражать органические формы жизни, чтобы поглощать органическое вещество. В серии «Неприкаянный Халк» Фаланга похитила Халка. Когда их космический корабль с Халком и дроидом Фаланга крушатся, Человек-паук достаточно хорошо узнаёт от Ника Фьюри о своём организме. Дроид Фаланга удаляется Человеком-пауком, но присутствует странное устройство барби на Халке, несмотря на то, что дроид раздавлен Халком. Устройство Фаланга сделало Халка больным, заставив Человека-паука помочь ему, не позволив Щ.И.Т. узнать и держа в доме, пока Мэй Паркер не узнает. Оказывается, устройство Фаланга на Халке посылает сигнал, предупреждая о своих беспилотных летательных аппаратах. Халк (выздоравливающий) и Человек-паук достали беспилотников Фаланга подальше от пригородов, не прикоснувшись к чуждому организму, в котором оба поражения. После гудения Фаланга на складе, Человек-паук и Халк узнают, что источник Фаланга теперь использует ДНК Халка для создания более мощных дронов Фаланга (вокальные эффекты предоставлены Фредом Татаскьёром). Из-за реакции Фаланга с органическим материалом Человека-паука и Халка атакуют более мощные дроны Фаланги неорганическими веществами. Халк затем атакует, направляясь к своему исходному устройству, победив Фалангу пока не прибывают агенты Щ. И.Т..
  - Концепция Фаланга-эск появляется в анимационном мультсериале Мстители, общий сбор!,[17] озвучены Джимом Мескименом. Эта версия, аналогичная версии Фаланга в Annihilation Conquest, представляет собой нановирус, который превращает людей в подобия Альтрона. В эпизоде «Роспуск Мстителей», Альтрон (через Супер-Адаптоида) испортил кучу Жизненных моделей в беспилотных летательных аппаратах Фаланга, хотя Мстители уничтожают большинство из них. В серии «Вспышка Альтрона», Фаланга-подобный нановирус сначала ассимилирует Сокола. Поскольку Мстители делятся на две команды, Альтрон/Соколу удаётся удерживать свои силы в битве с двумя разделёнными командами. Поскольку нановирус Альтрона ассимилирует людей, Альтрон/Сокол захватывается Человеком-Муравьём и в конечном итоге использует временное противоядие, которое позволяет Соколу заставлять нановирус возвратиться к Альтрону.

### Видеоигры
- Фаланга была основным антагонистом в видеоигре X-Men 2: Clone Wars.
- Фаланга упоминается в видеоигре Marvel: Ultimate Alliance 2. Дэдпул упомянул группу инопланетян в обсуждении с нанит-инфицированным Ником Фьюри в Ваканде как возможное переименование для The Fold.